# Junan
Der Kreis Junan (chinesisch 莒南县, Pinyin Jǔnán Xiàn) ist ein Kreis in der ostchinesischen Provinz Shandong. Er gehört zum Verwaltungsgebiet der bezirksfreien Stadt Linyi. Junan hat eine Fläche von 1.751 km² und zählt 886.376 Einwohner (Stand: Zensus 2010). Sein Hauptort ist die Großgemeinde Shizilu (十字路镇).
Das ehemalige Hauptquartier der 115. Division der 8. Marscharmee (Balujun yiyiwu shisi lingbu jiuzhi 八路军一一五师司令部旧址) der Jahre 1941–1945 steht seit 1996 auf der Liste der Denkmäler der Volksrepublik China (4-244).